# يوزوه
شين سو جين، المعروفة أيضًا بإسم يوزوه (بالكورية: 신수진)‏ هي مغنية وممثلة كورية جنوبية، ولدت يوم 11 يونيو 1981 في سول في كوريا الجنوبية.

## روابط خارجية
- Yozoh على موقع IMDb (الإنجليزية)
- Yozoh على موقع ميوزك برينز (الإنجليزية)
- Yozoh على موقع قاعدة بيانات الفيلم (الإنجليزية)
- Yozoh على موقع كينوبويسك (الروسية)